# 鵞鳥のゲーム

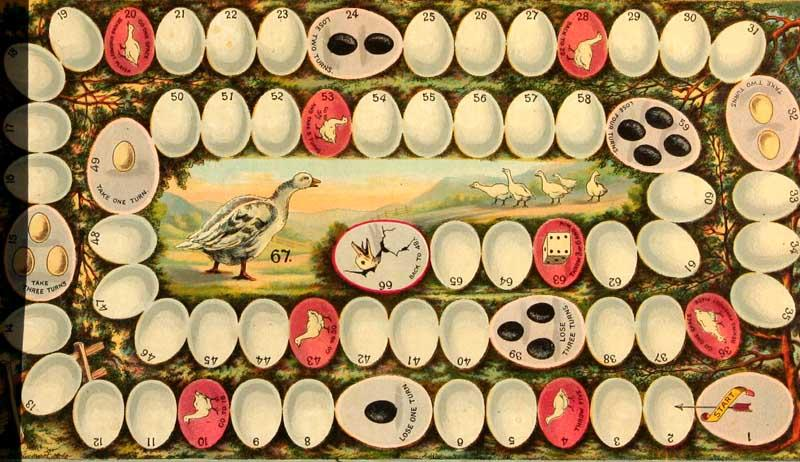
“Jeu de l'oie”と呼ばれるフランスの双六

鵞鳥のゲーム（がちょうのゲーム）または鵞鳥ゲーム（がちょうゲーム）は、特定の発祥を持たないボードゲームである。らせん状の形状からファイストスの円盤と密接な関係にあるゲームであるという人もいれば、1574年～1587年までの間に贈られた、フィレンツェのトスカーナ大公フランチェスコ1世・デ・メディチからスペイン国王フェリペ2世への贈り物に起源があったと言う人もいる。後者の学説では、ゲームの誕生にテンプル騎士団が貢献していると言われる。テンプル騎士団の説によると、聖地から他のゲームやファイストスの円盤のような円盤の影響を受けて、ゲームやサンティアゴ・デ・コンポステーラの巡礼路への秘密の、または暗号化された道標を発展させ、この巡礼でゲームが違った形で、多くの世界で広まっていった可能性があるとしている。更にゲームに隠されたメッセージがゲームの中ではなく、サンティアゴ・デ・コンポステーラに至るまでの道程におけるモニュメント、大聖堂、教会堂の中にあるはずだとしている。 
1597年6月にジョン・ウォルフェは、このゲームがロンドンを発祥とする物である事を証明した。鵞鳥のゲームが、近代における多くのヨーロッパの商業的なボードゲーム競技のプロトタイプに違いないと考えられている。このゲームは、ヨーロッパで最も遊ばれる物であり、家庭での娯楽として見られる物でもある。1880年代から1890年代にかけて、商業性のあるゲームが生まれ、この時代の衣装を着た妙齢の大人や子供のように、古いヨーロッパ人の典型的な特徴を捉えた物であった。1960年代には、CO-5というゲーム会社が、Gooses Wildと呼ばれる様々なバージョンの鵞鳥のゲームを発売した。

## ゲームの解説
盤面は、連続した数字（通常は63）が付けられたマスで構成され、スタート地点が一番外側になるように普通はらせん状に描かれている。各々のプレイヤーの駒は、1つか2つのサイコロを投げた目の数によって動く。鵞鳥が描かれた一連のマスが、盤面の隅から隅まで散らされている。鵞鳥の上に乗る事によって、プレイヤーは同じ距離を繰り返して動く事が許されている。橋の絵が描かれたマスのような、ボーナスの近道に止まると、プレイヤーは別の特別なマスに進む事ができる。また、迷路のマスのようにプレイヤーが後ろへ戻されたり、宿屋・牢獄などのように休みや待機などペナルティーを課せられるマスもある。そしてドクロや死を意味する物で描かれた、最も目立つマスに止まってしまうと、プレイヤーはスタート地点に戻されてしまう。ゴールにはちょうどの目で入らなければならず、多いときはその分戻る。スペインの盤面では、Parchísの盤面と呼ばれる逆回りの物が使われる。一般的な構成は次の通り。
- 6番目のマス目 - 橋、12に進む
- 19番目のマス目 - 宿屋、2回休む
- 31番目のマス目 - 井戸、他の駒が来るまで進めない
- 42番目のマス目 - 迷路、39に戻る
- 52番目のマス目 - 牢屋、他の駒が来るまで進めない
- 58番目のマス目 - 死、最初からやり直し

## 世界に広まった文化
- ジャック・オッフェンバックのオペラ・ブッフ、美しきエレーヌ（1864年）では、ギリシャ王は踊りを舞い、鵞鳥のゲームを遊んで、イカサマをする様が描かれている。
- ジュール・ヴェルヌの1899年の小説『ある変人の遺言（フランス語版）』で、彼はアメリカを鵞鳥のゲームの盤面に見立てた巨大な現実生活のゲームとして描き、7人のプレイヤーが各々6,000万ドルの相続をめぐって行動する様を描いた。
- ロジェ・マルタン・デュ・ガールの小説『チボー家の人々』（1922年～1940年）では、膨大な発明品や著書を売っているお店の店主であるMr.Chasleなる人物が登場し、彼のデザイナーの一人が、鵞鳥のゲームに見立ててマルヌ会戦、ドゥアムントの戦い（英語版）、その他の第一次世界大戦の戦の風景を描いた携帯可能なゲームを作成した。
- ウルスラ・デュボサルスキー（英語版）の子供向け小説『The Game of the Goose』（ペンギンブック、オーストラリア、2000年） では、3人の子供達が救世軍の店で、昔の鵞鳥のゲームのコピーを発見し、ゲームを遊んでいく中で魔法のように冒険に入っていく様が描かれている[4]。
- イタリアでは『Il Grande Gioco Dell'Oca (The Great Game of the Goose)』と名付けられたゲームやスタントショー、似たような発想の物としてスペインの『El gran juego de la oca（英語版）』はこのゲームを基にして作られた物である。スペインでは1993年～1995年にかけて行われたが、1998年に『El nuevo juego de la oca (The New Game of the Goose)』として再度作成された。